# Bernd Posselt
Bernd Posselt (4 de junho de 1956, Pforzheim, Alemanha) é um jornalista e político alemão, filiado à União Social-Cristã.